# Romaniotes
Los romaniotes (Ῥωμανιῶτες en griego antiguo; Ρωμανιώτες en griego moderno; רומניוטים en hebreo) son una población judía que ha vivido en el territorio de la actual Grecia y en zonas vecinas con grandes poblaciones griegas durante más de 2000 años.  Sus lenguas eran el dialecto griego yevánico y el griego.  Su nombre procede de los romanoi, los antiguos habitantes del Imperio bizantino.  Grandes comunidades se podían encontrar en Tebas, Ioánina, Calcis, Corfú, Arta, Corinto y en las islas de Lesbos, Quíos, Samos, Rodas y Chipre. Los romaniotes son históricamente diferentes de los sefarditas, que se establecieron en la Grecia otomana después del año 1492 cuando fueron expulsados de España por el Edicto de Granada.
La mayor parte de la población judía griega fue asesinada en el Holocausto después de que las potencias del Eje ocuparon Grecia durante la Segunda Guerra Mundial. La mayoría de los judíos griegos fueron deportados a los campos de concentración, donde fueron asesinados. Después de la guerra, los supervivientes emigraron principalmente a Israel, Estados Unidos y Europa Occidental. Hoy en día un total de solamente 4.500 a 6.000 judíos, tanto romaniotes como de ascendencia sefardita, permanecen en Grecia.

## Historia
La primera referencia a un judío griego se encuentra en una inscripción datada entre los años 300-250 a. C., encontrada en Oropos, una pequeña ciudad costera entre Atenas y Beocia, que se refiere a: «'Mosco', hijo de Mosquión el Judío», que pudo haber sido un esclavo. Los Romaniotes son judíos griegos, diferentes tanto de los asquenazíes cómo de los sefardíes. Posiblemente han vivido en Grecia desde el exilio Babilónico. Una tradición oral romaniota dice que los primeros judíos llegaron a Ioánina al poco de la destrucción del Segundo Templo de Jerusalén en 70.
En el siglo XII, Benjamín de Tudela registra detalles sobre las comunidades de judíos en Corfú, Arta, Aphilon, Patras, Corinto, Tebas, Calcis, Salónica y Drama. La comunidad romaniota más grande de Grecia se encontraba en Tebas, donde había cerca de 2.000 romaniotes, ellos se dedicaban principalmente al teñido, a la textura y a la confección de prendas de ropa de seda. Ya en esa época eran conocidos como «romaniotes».
Los romaniotes tenían costumbres muy diferentes de las de los judíos sefarditas, sus costumbres eran más próximas a las de los judíos italianos; algunas de ellas se cree que se basaban en el Talmud de Jerusalén en vez del Talmud de Babilonia. A diferencia de los sefarditas, no hablaban el judeoespañol, sino el dialecto griego yevánico y la lengua griega. Estudiosos romaniotes tradujeron el Tanaj al griego. Una edición políglota de la Biblia publicada en Constantinopla en 1547 tiene el texto hebreo en el centro de la página, con un texto en judeoespañol traducido en un lado y una traducción en yevánico en el otro lado.
Oleadas de judíos sefarditas fueron expulsados de España en 1492, y muchos se establecieron en el Imperio Otomano. Tenían un mayor poder económico, y se creían más educados y cultivados que los romaniotes, además de hablar otra lengua, el judeoespañol, por lo que formaron comunidades separadas. Salónica tenía una de las mayores comunidades judías del mundo, sobre todo sefarditas, y una sólida tradición rabínica. En la isla de Creta, históricamente tuvieron un papel importante en el comercio y el transporte. En los siglos que siguieron el año 1492, la mayoría de las comunidades romaniotas fueron absorbidas por las comunidades sefarditas.
A comienzos del siglo XX, la comunidad de los romaniotes de Yoanina contaba aproximadamente con 4.000 personas, en su mayoría comerciantes de clase baja y artesanos. La emigración económica causó que su número disminuyera. Poco antes de la Segunda Guerra Mundial, había aproximadamente 1.950 romaniotes en Yoanina, concentrados cerca de una antigua área fortificada de la ciudad, donde la comunidad había estado viviendo durante siglos, mantuvieron dos sinagogas, una de ellas era llamada Kehila Kedosha Yashan y todavía permanece hoy.
Una fuerte comunidad de romaniotes estuvo presente en Corfú hasta finales del siglo XIX, cuando una acusación de libelo de sangre obligó a la mayoría de la comunidad judía a abandonar la isla.

## Holocausto

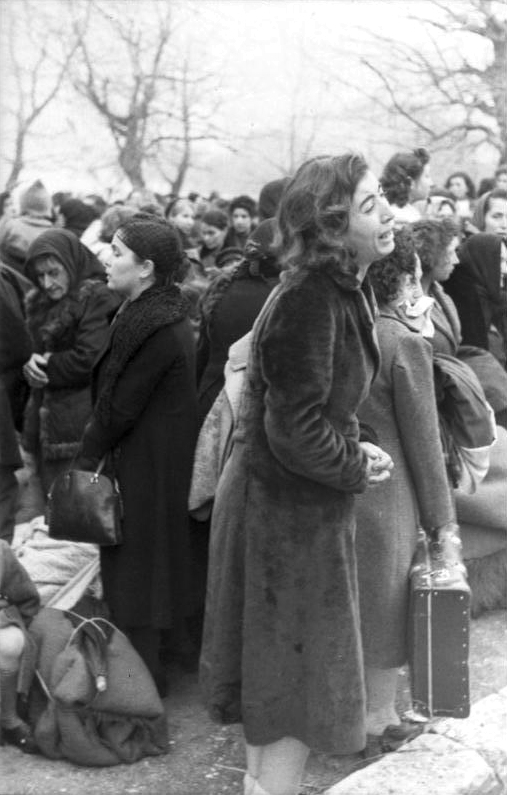
Una mujer llora durante la deportación de los judíos de Ioannina el 25 de marzo de 1944. La expulsión fue llevada a cabo por el ejército alemán. Casi todas las personas deportadas fueron asesinados poco después del 11 de abril de 1944, cuando su tren llegó a Auschwitz-Birkenau.

Durante la Segunda Guerra Mundial, cuando Grecia fue ocupada por las potencias del Eje, el 86 % de los judíos griegos, especialmente los de las zonas ocupadas por la Alemania nazi y Bulgaria, fueron asesinados a pesar de los esfuerzos de la Iglesia ortodoxa griega y muchos cristianos griegos para darles refugio. Aunque los nacionalsocialistas deportaron a un gran número de judíos, muchos fueron escondidos por sus vecinos griegos. Alrededor de 49.000 judíos fueron expulsados de Salónica y exterminados.
Los romaniotes fueron protegidos por el Reino de Grecia hasta la ocupación nazi. Durante la ocupación, los romaniotes podían hablar griego mejor que los sefarditas, puesto que su lengua era el idioma judeoespañol, cuando los sefardíes hablaban en griego tenían un acento característico extranjero. Los sefarditas fueron blancos más vulnerables por su lengua, de manera que estos padecieron grandes pérdidas en sus comunidades. En Ioánina entre 1.860 y 1.950 judíos griegos fueron deportados a Auschwitz-Birkenau en abril de 1944. La mayoría de ellos fueron asesinados por los nazis.
La creación del Estado de Israel en 1948, combinada con la violencia y la anarquía de la guerra civil griega, fue el último episodio de la historia de los romaniotes en Grecia. La mayoría emigró a Israel o a los Estados Unidos.

## Actualmente
Actualmente un pequeño número de romaniotes viven en Grecia, de los aproximadamente 4.500 a 6.000 judíos que viven en Grecia hoy en día, tanto romaniotes como sefarditas; se encuentran principalmente en Salónica, Yoanina y Atenas. Alrededor de 3.500 personas viven en Atenas, mientras que otros 1.000 viven en Salónica. La gran mayoría de romaniotes viven en Israel y en los Estados Unidos de América, sobre todo en Nueva York. Estas comunidades se identifican como romaniotes, pero actualmente usan el rito sefardí: el rito de los romaniotes ya no se utiliza, excepto por algunos himnos litúrgicos usados por la comunidad judía de Corfú.

### Estados Unidos
Solamente una sinagoga romaniote se encuentra en funcionamiento en todo el Hemisferio occidental: la Kehila Kedosha Janina, en el Lower East Side de Manhattan, este templo es utilizado por la comunidad emigrante de romaniotes. Se mantiene una lista de correo de 3.000 familias de esa comunidad, la mayoría de ellos viven en el área triestatal, pero a menudo tienen dificultades para formar un Minyán (un grupo de 10 varones judíos mayores de trece años de edad) durante el Sabbat y las celebraciones judías. La sinagoga abre los domingos para recibir visitas turísticas guiadas.